# Crepidodera opulenta
Crepidodera opulenta är en skalbaggsart som beskrevs av J. L. Leconte 1858. Crepidodera opulenta ingår i släktet Crepidodera och familjen bladbaggar. Inga underarter finns listade i Catalogue of Life.